# Patricie Uwase
 (avril 2024).
Patricie Uwase, née en 1989, est une ingénieure et femme politique rwandaise ministre d'État au ministère de l'Infrastructure du gouvernement du Rwanda depuis le 31 janvier 2022. Auparavant, elle a été présidente du conseil d'administration de Rwandair et secrétaire permanente au ministère de l'Infrastructure du Rwanda,.

## Éducation
Elle est une titulaire d'un licence en génie civil de l'ancien Institut des sciences et technologies de Kigali (ancien KIST) au Rwanda et d'une maîtrise en  génie civil de l'Université de Californie à Berkeley,.

### Traduction
- (en) Cet article est partiellement ou en totalité issu de l’article de Wikipédia en anglais intitulé « Patricie Uwase » (voir la liste des auteurs).